# Ruche Warré
 (août 2024).
Si vous disposez d'ouvrages ou d'articles de référence ou si vous connaissez des sites web de qualité traitant du thème abordé ici, merci de compléter l'article en donnant les références utiles à sa vérifiabilité et en les liant à la section « Notes et références ».

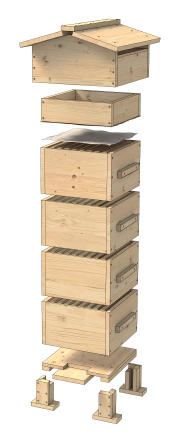
Composition d'une ruche Warré.

La ruche Warré, aussi appelée « ruche populaire », est un modèle de ruche créé en 1923 par l'abbé Émile Warré.

## Description
Les ruches Warré sont conçues pour être simples, légères et faciles à manipuler, avec un accent mis sur le respect du comportement naturel des abeilles.
La ruche Warré est carrée, de petite taille (30 × 30 × 21 cm soit un volume interne d'environ 18 litres par module). En pleine saison, une colonie et ses réserves de miel peuvent occuper jusqu'à quatre modules soit un volume de 72 litres.
Elle est modulaire mais fonctionne avec 8 barrettes de 25 mm de large et non des cadres (certains apiculteurs préfèrent utiliser des cadres même dans une ruche Warré). Cela la rend peu coûteuse (pas d'achat régulier de cadres ni de cire gaufrée).

### Importance de la ventilation
Le coussin isolant (contenant de la sciure ou des copeaux de bois) situé entre le toit et le dernier élément de la ruche, est un élément clé de la ruche Warré. Il est essentiel pour assurer à la fois une bonne isolation et une bonne ventilation de la ruche qui permettent une atmosphère saine pour les abeilles.
Le module qui contient le coussin comprend une grille à propolis à sa base. Cela permet aux abeilles de gérer elles-mêmes leur niveau de ventilation en propolisant plus ou moins la grille.

### Fixisme ou mobilisme
Le fixisme, avec des rayons fixés aux parois de la ruche, et le mobilisme, avec des cadres mobiles, sont deux écoles de pensée en apiculture.
Warré considère le système des cadres mobiles trop intrusif et trop stressant pour les abeilles.

## Avantages et inconvénients
La ruche Warré est idéale pour les apiculteurs qui cherchent une approche naturelle et peu interventionniste. Cependant, elle peut ne pas convenir à ceux qui souhaitent une récolte maximale de miel ou qui ont besoin de contrôler rigoureusement leurs colonies. Le choix dépendra donc des objectifs et des priorités de l'apiculteur.
La ruche Warré est la plus proche du modèle naturel (d'où son surnom de ruche écologique). Le format colonnaire est celui qui ressemble le plus à celui du tronc d'arbre creux dans lequel s'installe généralement naturellement les essaims d'abeilles.
Elle est plus économique : elle nécessite beaucoup moins d'entretien que les modèles Dadant ou Langstroth, modèles pour lesquels il faut régulièrement changer les cadres et qui doivent être habillés de cire gaufrée coûteuse.
La gestion des stocks du matériel est simplifiée car les corps et hausses (appelés éléments) font la même dimension.
Elle est moins productive : comme les abeilles doivent rebâtir régulièrement les rayons (qui sont broyés pour extraire le miel), elle produit beaucoup moins de miel que les ruches à cadres dont les rayons sont réutilisables plusieurs années.
Elle est plus difficile d'accès : l'inconvénient principal est que le système des barrettes empêche une visite régulière des cadres et donc des interventions rapides en cas de problème.